# Sants Sagrera i Anglada
Sants Sagrera i Anglada (Girona, 1893 - Barcelona, 2 de gener de 1983) fou violoncel·lista i catedràtic del Conservatori Superior de Música del Liceu.
Estudià a l'Acadèmia Mollera de Girona, a l'Escola Municipal de Música amb J.Soler i amplià estudis amb Gaspar Cassadó. Formà part de diferents agrupacions instrumentals, com el Quintet Català, el Trio Borguñó-Serra-Sagrera, el Quartet Laietà i el Duo de Cámara de Barcelona. Amb els violinstes Joan Farrarons i Martí Cabús (substitutit més tard per Jaume Llecha) i el viola Claudi Agell (substituit després per Josep Rodríguez) formà el "Quartet de corda de Barcelona" (1934-1954). Fou professor de violoncel als conservatoris del Liceu i Manresa, on també va impartir les assignatures de Història de la música, Estètica i Música de cambra.
El fons personal de Sants Sagrera es conserva a la Biblioteca de Catalunya.